# Liste der indischen Botschafter in der Elfenbeinküste
Von 1962 bis 1979 war der indische Botschafter in Dakar Senegal regelmäßig bei der Regierung in Abidjan akkreditiert. Der indische Botschafter in Abidjan ist regelmäßig bei den Regierungen in Abuja und Malabo akkreditiert. Die Botschaft befindet sich in Voie de la 7e Tranche, Cocody.

## Botschafter
| Ernannt / Akkreditiert | Leiter der Mission               | Bemerkungen                                                                    | ernannt von          | akkreditiert bei         | Posten verlassen |
| ---------------------- | -------------------------------- | ------------------------------------------------------------------------------ | -------------------- | ------------------------ | ---------------- |
| 1962                   | Niagoj Vasdev Rajkumar           |                                                                                | Jawaharlal Nehru     | Félix Houphouët-Boigny   |                  |
| 1970                   | Hari Krishna Singh               |                                                                                | Indira Gandhi        | Félix Houphouët-Boigny   | 1973             |
| 1970                   | Prithvi Raj Sood                 | (* Jawalamukhi)                                                                | Indira Gandhi        | Félix Houphouët-Boigny   | 1988             |
| 1990                   | Beni Prasad Agarwal              |                                                                                | Chandra Shekhar      | Alassane Ouattara        | 1991             |
| 1995                   | Harihara Subramaniam Viswanathan | (* 12. Mai 1948 in Trivandrum) Sohn von Rajalaksh und H. Subramaniam IFS: 1978 | P. V. Narasimha Rao  | Alassane Ouattara        | 1999             |
| 1999                   | Neelam Deo                       |                                                                                | Atal Bihari Vajpayee | Seydou Diarra            | 2002             |
| 2002                   | Susmita Gongulee Thomas          | 2004–2008: Botschafter in Santiago de Chile                                    | Atal Bihari Vajpayee | Pascal Affi N’Guessan    | Mai 2004         |
| 27. Mai 2005           | Amarendra Khatua                 | bis 2005 Leiter der Mission beim UN-Hauptquartier.                             | Manmohan Singh       | Charles Konan Banny      | 2008             |
| 10. Jan. 2008          | Sarita Bali                      | [ 4 ]                                                                          | Manmohan Singh       | Guillaume Soro           |                  |
| 20. Aug. 2008          | Shamma Jain                      |                                                                                | Manmohan Singh       | Guillaume Soro           | 8. Apr. 2011     |
| 3. Jan. 2012           | Anil K. Sharan                   | bis 2012 Generalkonsul in Durban                                               | Manmohan Singh       | Jeannot Ahoussou-Kouadio |                  |